# Spiderman (The Spider)
Pour les articles homonymes, voir Spiderman.
Spiderman (titre original : The Spider) est une série de bandes dessinées britannique créée par Ted Cowan (scénario) et Reg Bunn (dessins). Le héros est un gangster qui, en s'opposant à ses rivaux, prend goût à la lutte contre le crime et décide finalement de mettre ses talents au service de l'humanité. Le personnage ne doit pas être confondu avec Spider-Man, le super-héros bien plus connu de Marvel Comics. Spiderman a été publié en France dans une revue petit format.

## La revue
- 34 numéros de juin 1968 à décembre 1972 chez l'éditeur Gemini jusqu'au n° 18 puis aux éditions de l'Occident du Groupe Chapelle.